# Brachybrissus
Brachybrissus is een geslacht van uitgestorven zee-egels uit de familie Schizasteridae.

## Verspreiding en leefgebied
Vertegenwoordigers van dit geslacht leefden tijdens het Eoceen en Mioceen rondom de Middellandse Zee.